# Eddie Calhoun
Eddie Calhoun (Clarksdale (Misisipi), 13 de noviembre de 1921 - Paradise Lake, Míchigan, 27 de enero de 1994) fue un contrabajista de jazz estadounidense. 
Se crio en Chicago, donde tocó con Dick Davis (1947–49) y Ahmad Jamal (1951–52). Trabajó con Horace Henderson (1952–54), Johnny Griffin (1954), Roy Eldridge, Billie Holiday y Miles Davis. Se unió a Erroll Garner en 1955 y tocó con él hasta 1966, grabando extensamente y realizando giras por todo el mundo. Después de su paso por Garner, Calhoun se instaló nuevamente en Chicago, donde tocó con el vocalista y pianista Norvel Reed (1967-68), luego dirigió un club nocturno llamado Cal's en Chicago de 1972 a 1974 y dirigió un sexteto en el Fantasy Club de 1975 a 1980.  De 1980 a 1986 acompañó al pianista Lennie Capp y luego se unió a los Chicago All-Stars junto a Erwin Helfer para una gira por Europa.  Calhoun nunca se registró como líder.

## Discografía

### Como acompañante
Con Erroll Garner
- Concert by the Sea (Columbia, 1955)
- Paris Impressions (Columbia, 1958)
- Dreamstreet (ABC-Paramount, 1961)
- Close-up in Swing (Philips, 1961)
- Now Playing (MGM, 1965)
- Campus Concert (MGM, 1966)
- Erroll Garner Plays Gershwin and Kern (MPS, 1976)

Con otros
- Erwin Helfer, On the Sunny Side of the Street (Flying Fish, 1979)
- Willis Jackson, Shuckin' (Prestige, 1963)
- Ahmad Jamal, The Piano Scene of Ahmad Jamal (Epic, 1959)